# Kolhapur
Kolhapur è una suddivisione dell'India, classificata come municipal corporation, di 485 183 abitanti, capoluogo del distretto di Kolhapur, nello stato federato del Maharashtra. In base al numero di abitanti la città rientra nella classe I (da 100 000 persone in su).

## Geografia fisica
La città è situata a 16° 41' 60 N e 74° 13' 0 E e ha un'altitudine di 544 m s.l.m.

## Società

### Evoluzione demografica
Al censimento del 2001 la popolazione di Kolhapur assommava a 485 183 persone, delle quali 251 958 maschi e 233 225 femmine. I bambini di età inferiore o uguale ai sei anni assommavano a 50 136, dei quali 27 628 maschi e 22 508 femmine. Infine, coloro che erano in grado di saper almeno leggere e scrivere erano 386 256, dei quali 211 392 maschi e 174 864 femmine.